# Блестящий (эсминец)
«Блестящий» — эскадренный миноносец проекта 56 (код НАТО — «Kotlin class destroyer»).

## История строительства
Зачислен в списки ВМФ СССР 3 сентября 1952 года. Заложен на заводе имени 61 Коммунара 20 февраля 1953 года (строительный № 1201), спущен на воду 27 ноября. Корабль принят флотом 30 сентября 1955 года, 31 декабря 1954 года на корабле был поднят советский военно-морской флаг, 8 октября 1955 года эсминец вступил в состав Советского Военно-Морского Флота.

## Служба
Выходил 5 октября 1957 года в море для сопровождения крейсера с министром обороны СССР Г. К. Жуковым на борту. Отряд кораблей под флагом контр-адмирала А. Н. Тюняева 8-10 октября нанёс визит в Задар и 10 — 12 октября — в Дубровник (совместно с ЭМ «Бывалым»). С 6 февраля 1958 по 10 марта 1960 года корабль был модернизирован по проекту 56-ПЛО (было усилено противолодочное вооружение).
Северным морским путём «Блестящий» был 20 октября 1960 года перечислен на Тихоокеанский флот в состав 173-й брплк Камчатской флотилии, а с 15 ноября 1967 года — в состав 201-й брплк. В 1968 году эсминец находился на учениях. С 15 ноября 1969 года «Блестящий» вышел на боевую службу в Индийский океан: с 26 ноября по 1 декабря нанёс визит в Сиануквиль (Камбоджа), с 26 по 30 января 1970 визит в Ходейду (Северный Йемен), с 1 по 6 февраля — в Массауа (Эфиопия), в период с 19 по 23 апреля находился с визитом в Порт-Луи (Маврикий). Затем с 5 по 8 мая был задействован в крупномасштабных военно-морских учениях «Океан-70». 3 июня «Блестящий» вернулся во Владивосток; 22 ноября был переведён в состав 175-й брэм.
6 января 1971 года вышел на боевую службу в Индийском океане, с 19 по 24 февраля посетил порт Массауа, 1 апреля вернулся в базу, пройдя за время службы 25 000 морских миль. С 10 октября по 3 ноября находился на учениях по ПЛО, по результатам которых получил приз за поиск атомных подводных лодок. 15 марта следующего года эскадренный миноносец перевели в состав 193-й брплк 10-й опэск. По результатам учений, проходивших с 10 октября по 8 ноября 1972, «Блестящий» получил приз за поиск АПЛ и артиллерийскую подготовку. В 1973 году корабль находился в навигационном ремонте и выполнял задачи боевой подготовки, не выходя в Индийский океан. Находился на ремонте на «Дальзаводе» (79-я брстремк) в период с 25 декабря 1975 по 6 сентября 1987 года.
Приказом министра обороны СССР от 30 апреля 1987 года был исключён из списков флота для демонтажа и реализации; экипаж расформирован 6 августа. Остатки корабля находились до полной утилизации в бухте Труда, о. Русский.

## Особенности конструкции
Ходовой мостик имел выступ в носовой части. Помещение приёмо-передатчика станции «Фут-Н» размещалось между стойками грот-мачты со ступенчатой носовой стенкой. Постамент станции «Фут-Б» имел характерный дополнительный волновод.
На 1979 год корабль имел вооружение, состоявшее из 2x2 130-мм АУ с общим боекомплектом в 800 выстрелов) с ПУС «Сфера-56», 4x4 45-мм зенитных установок (боекомплект — 10 000 выстрелов) с ПУС «Фут-Б», 4x2 25-мм ЗАУ типа 2М-3 (боекомплект 8000 выстрелов), двух РБУ-2500-32У (боекомплект 128 бомб) с системой управления «Смерч-56», торпедного аппарата МПТА-53-65 для торпед типов 53-58, 53-59, СЭТ-53, 53-56 и 53-57 (с ПУТС «Сталинград-Т 56» и «Звук-56». Также корабль мог принимать до 50 мин типов РМ-1, УДМ, АГСБ, АМД-50, ГМЗ или до 36 мин АМД-1000. В кормовой части корабля находились два шестиствольных бомбомёта РКУ-36У (боезапас 48 РГБ). Эсминец также был оборудован охранителем БОКА-ДУ. Радиотехническое вооружение корабля состояло из РЛС воздушной обстановки «Фут-Н» и 2 РЛС надводной обстановки «Дон», станции РЭБ «Бизань-4В», ГАС «Пегас-М2», станций теплового следа МИ-110П, МИ-110Р, МГ40У.
Общекорабельные устройства состояли из катера «Стриж», 20 спасательных плотов ПСН-10, 3 якорей Холла (в том числе кормового стоп-анкера) и якорной цепи с сечением 37-мм и длиной 300 м. Корабль в случае необходимости мог принять десант численностью в 500 человек (с 4 45-мм орудиями и 8 81-мм миномётами).

## Известные командиры
- капитан 3 ранга Ю. Терещенко
- октябрь 1957 — капитан 3 ранга С. М. Савицкий[1];
- на 3 июня 1970 — капитан 2 ранга А. А. Соболев[1];
- октябрь — ноябрь 1972 — А. А. Соболев[1];
- ноябрь 1972 — декабрь 1975 — капитан 3 ранга В. А. Литвинов[уточнить];
- декабрь 1975 — апрель 1978 — капитан 3 ранга Волков[уточнить];
- апрель 1978 — капитан 3 ранга Борис Пленков[уточнить].

## Бортовые номера
В ходе службы эсминец сменил ряд следующих бортовых номеров:
- 1956 год — № 79[1];
- 1957 год — № 82[1];
- 1962 год — № 812[1];
- 1963 год — № 870[1];
- 1972 год — № 421[1];
- 1974 год — № 405[1];
- 1976 год — № 408[1];
- 1977 год — № 449[1].